# Revista publicitaria
Revista publicitaria, revista que editan algunos fabricantes o distribuidores para presentar sus productos a sus potenciales consumidores, a lo que puede añadirse alguna otra información de interés para los mismos. La revista constituye una estrategia de comunicación de algunas compañías para publicitar sus productos y fidelizar a sus clientes. Es común en el sector textil (por ejemplo, Benetton), electrodomésticos o alimentación.
Una forma habitual de distribución es el buzoneo en el entorno del establecimiento, si bien en ocasiones se envía por correo a casa del cliente tras haber rellenado un cupón o por el hecho de tener una tarjeta de fidelización. También se regalan en el propio punto de venta o se entregan al comprar otras publicaciones (véase encarte).
No se debe confundir la revista con el catálogo comercial que va dirigido a compradores profesionales y describe los productos al detalle señalando sus características técnicas, medidas, composición, etc. ni comparar con un folleto que no se concibe de forma periódica y sistemática sino para una acción puntual.
- Datos: Q6107130